# دانا برنل
دانا برنل (انگلیسی: Dana Burnell؛ زادهٔ ۲۶ ژانویهٔ ۱۹۶۳) موسیقی‌دان، ترانه‌پرداز است. وی از سال ۱۹۷۹ میلادی تاکنون مشغول فعالیت بوده است.